# Mehrajuddin Wadoo
Mehrajuddin Wadoo (Srinagar, India, 12 de febrero de 1984) es un exfutbolista y entrenador de fútbol de la India que jugaba en la posición de lateral derecho. Actualmente es el entrenador del Mohammedan SC Kolkata de la I-League.

## Carrera

### Club
| Periodo   | Club                        |
| --------- | --------------------------- |
| 2001-2002 | Jammu and Kashmir Police FC |
| 2002–2003 | HAL SC                      |
| 2003–2004 | ITI Limited                 |
| 2004–2007 | Mohun Bagan AC              |
| 2007–2011 | East Bengal                 |
| 2011–2012 | Salgaocar FC                |
| 2012–2013 | Mohun Bagan AC              |
| 2013–2014 | Mohammedan SC Kolkata       |
| 2014–2015 | FC Pune City                |
| 2015      | → Bharat FC (cedido)        |
| 2015–2016 | Chennaiyin FC               |
| 2016      | → Sporting Goa (cedido)     |
| 2017      | Mumbai FC                   |
| 2017–2018 | Mumbai City FC              |

### Selección nacional
Jugó para India en 32 ocasiones de 2005 a 2011 y anotó dos goles; ganó la Copa Desafío de la AFC 2008 y la Copa Dorada de la SAFF 2005, y participó en la Copa Asiática 2011.

### Entrenador
| Periodo   | Club                  |
| --------- | --------------------- |
| 2021–2022 | Sudeva Delhi          |
| 2022–2023 | Real Kashmir          |
| 2023–     | Mohammedan SC Kolkata |

## Logros

### Club
- Superliga de India: 2015
- Copa Federación de la India: 2006, 2007

### Selección nacional
- AFC Challenge Cup: 2008
- SAFF Championship: 2005
- Copa Nehru: 2007, 2009

## Estadísticas

### Goles con selección nacional
| Gol | Fecha      | Sede                                       | Rival     | Marcador | Resultado | Torneo        |
| --- | ---------- | ------------------------------------------ | --------- | -------- | --------- | ------------- |
| 1   | 17-12-2005 | Jinnah Sports Stadium, Islamabad, Pakistán | Bangladés | 1–0      | 2–0       | 2005 SAFF Cup |
| 2   | 7-9-2010   | Ambedkar Stadium, New Delhi, India         | Namibia   | 1–0      | 2–0       | Amistoso      |